# 2000 في الجزائر
فيما يلي قوائم الأحداث التي وقعت خلال عام 2000 في الجزائر.

## سياسة

### تعيين في المنصب
- 27 أغسطس – علي بن فليس الوزير الأول الجزائري.

## موسيقى

### أغاني
من الأغاني التي صدرت هذه السنة في الجزائر:
- 17 يناير – وردة الصحراء من غناء الشاب مامي.

## وفيات

### يناير
- 1 يناير – التيجاني هدام (مواليد 1921) طبيب جزائري.

### أبريل
- 10 أبريل – رابح بيطاط (مواليد 1925) سياسي جزائري.

### مايو
- 1 مايو – باية حسين (مواليد 1940) مجاهدة جزائرية.